# 綠化

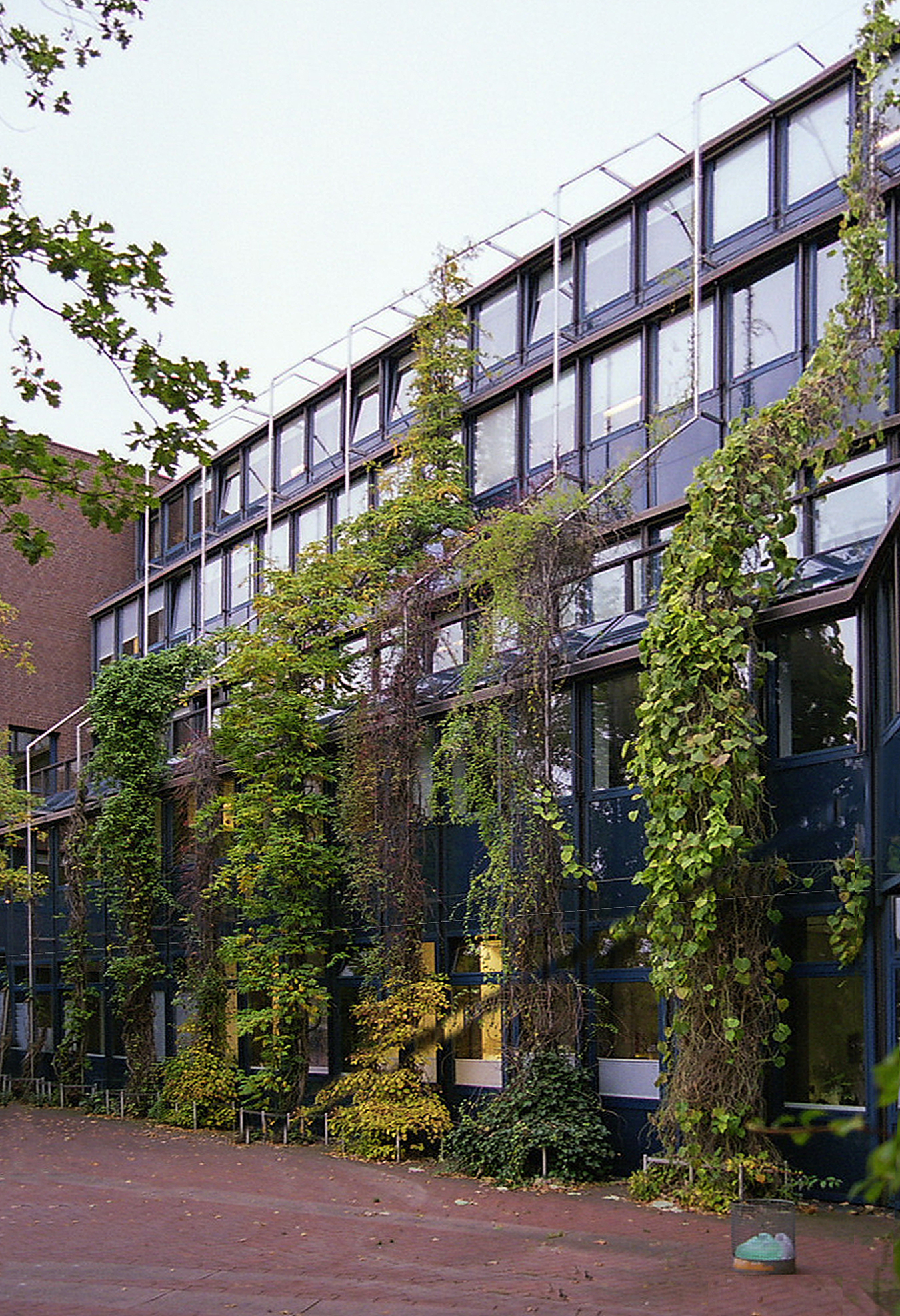
德國一所房屋外的垂直綠化

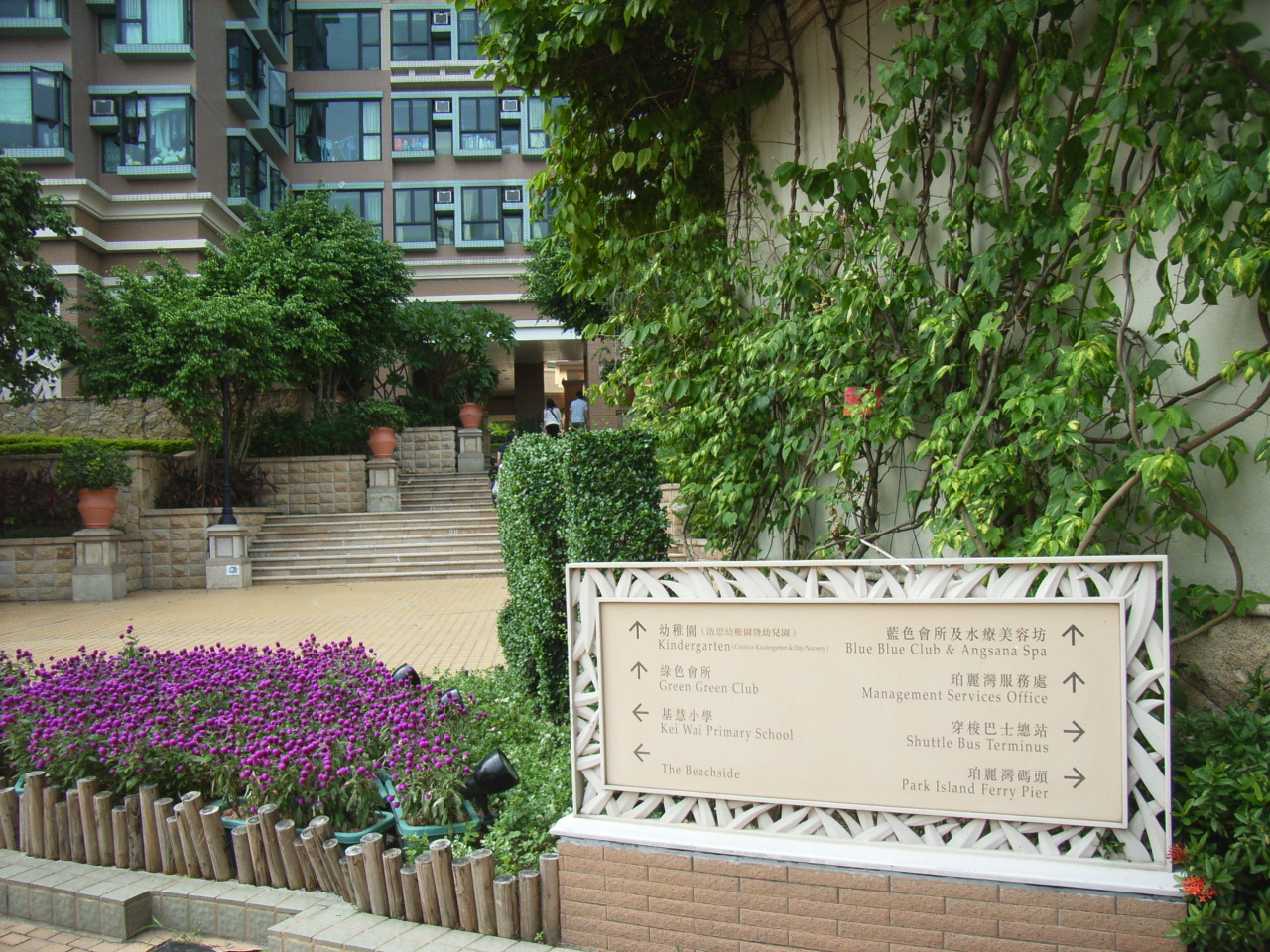
香港珀麗灣屋苑內的綠化

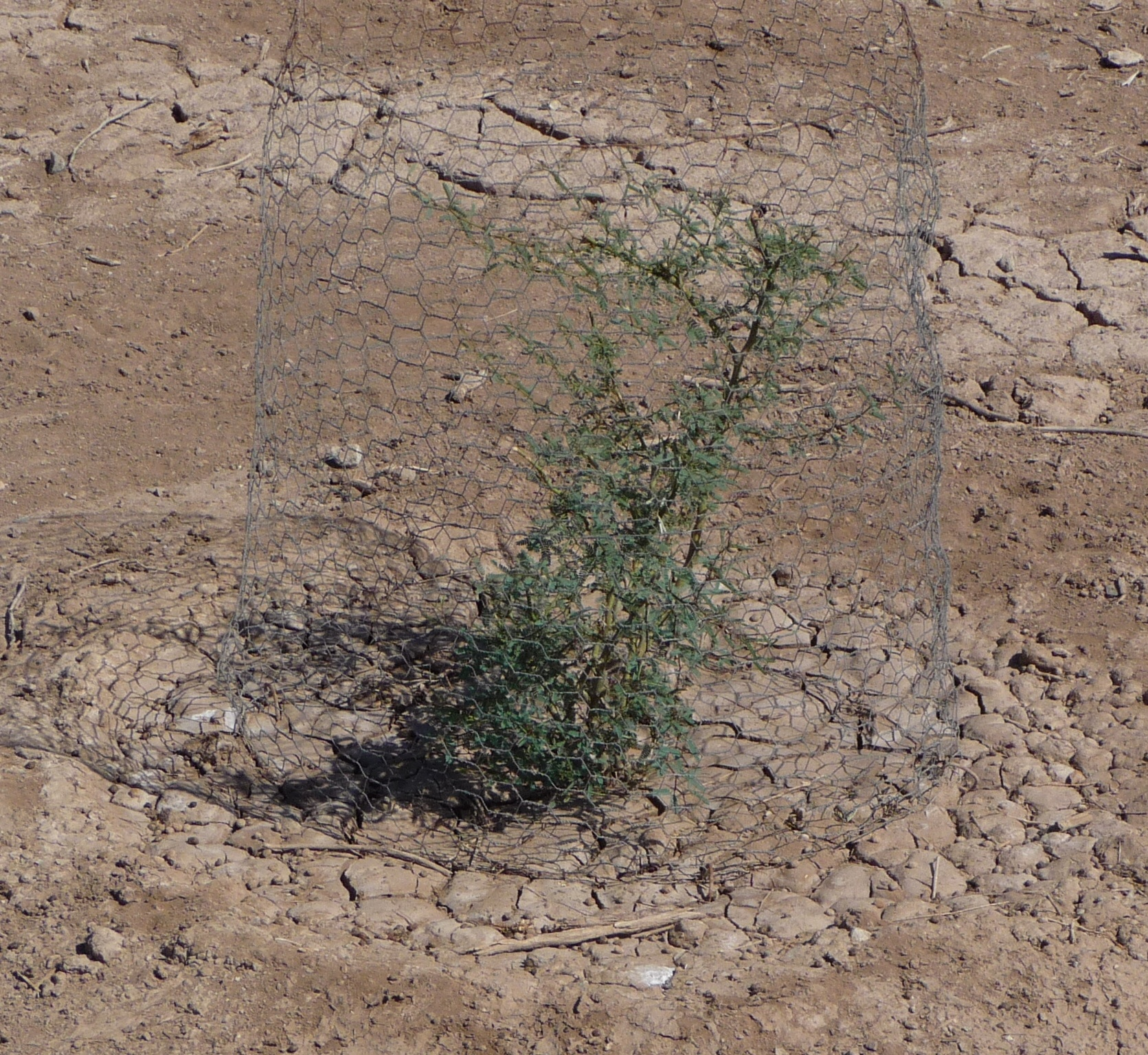
綠化抗沙漠

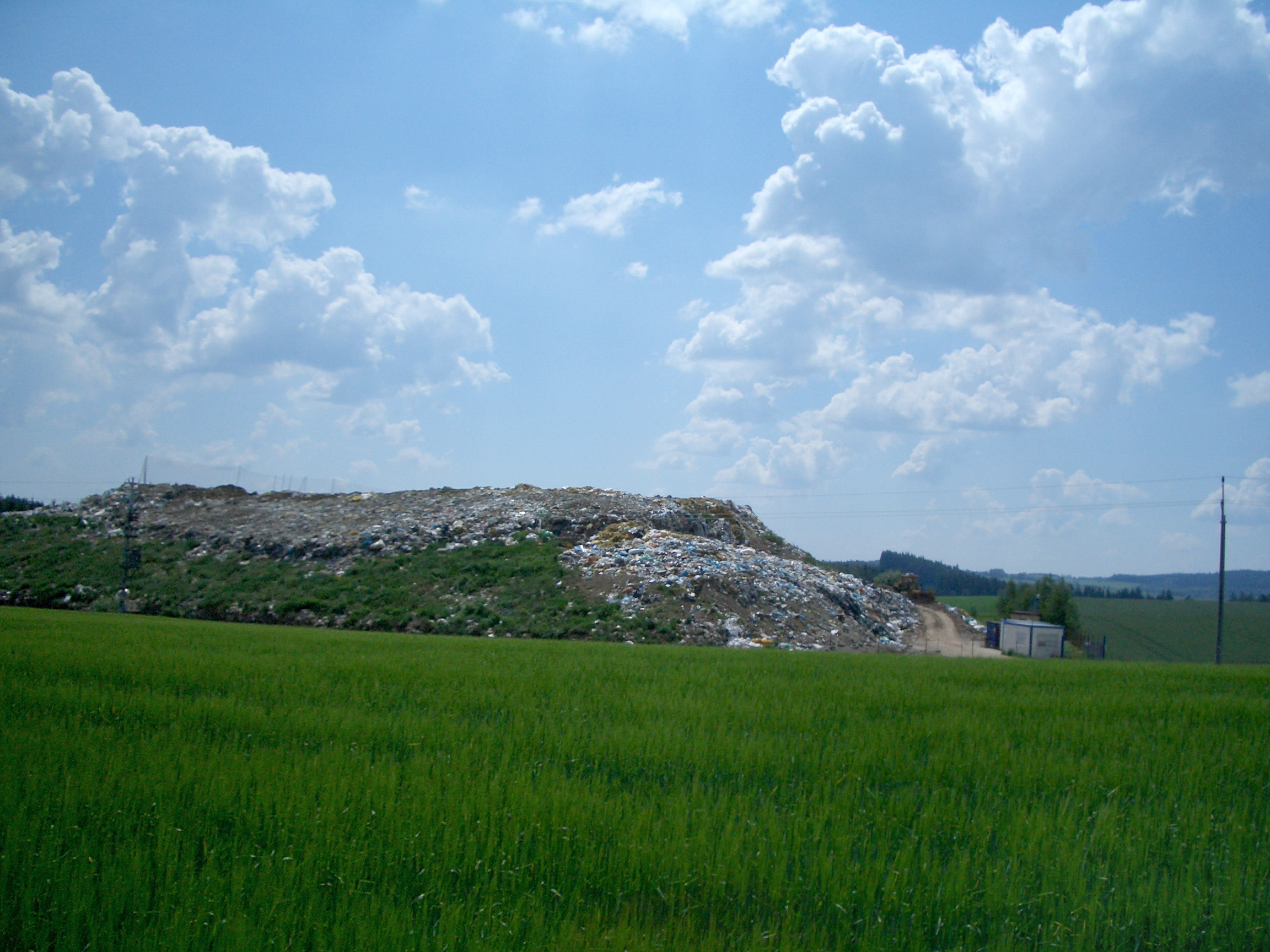
捷克一座綠化後的垃圾山

綠化一詞可詮釋為園景的意思，目的是改善城市中的「水泥森林」的型態，讓人得到舒適的生活環境。綠化方面可以在建築物屋頂層、天台（陽台）、建築物立面、街道、平地、坡地等地方進行。

## 優點
- 提升城市景觀改善市容[1]
- 為行人提供休憩的空間
- 減低市區熱島效應
- 改善空氣質素
- 可隔開難看的景物，緩和四周雜亂及受破壞的環境
- 可作為一種交通噪音緩解措施
- 減弱刺眼陽光的影響
- 抵抗沙漠化
- 可降低貧富間死亡率差距[2]

## 缺點
- 排水系統不善會產生漬水，容易滋生蚊蟲
- 植物過大會阻礙交通或行人
- 落葉造成垃圾

## 屋頂綠化
- 提升天台防水及隔熱設備的功能[3]，延長相關設備的壽命

## 斜坡綠化
- 在斜坡種植較小的樹木可以抓緊泥土，防止山泥傾瀉
- 使用英泥鞏固斜坡破壞自然，斜坡綠化以減低其視覺影響及改善環境[4]

## 實行例子

### 中國大陸
中國北方地區長期受沙漠化困擾，需要綠化，種植耐旱的植物。北京、山西等各重要省市對屋頂綠化相當重視，根據市園林綠化局綠地管理處資料，截至2006年，北京城六區已經完成屋頂綠化23萬平方米。
上海市氣象局發布研究結果稱，僅在2004年，上海全年就新建綠地一千八百公頃，綠化覆蓋率達到百分之三十六，市區人均公共綠地達到十平方米。這對緩解上海城市熱島效應起到了積極作用。
深圳市的綠化覆蓋率達到百分之四十五，全市人均公共綠地達到十六平方米。全市也建立保護區保護全市綠化地帶。
拉薩市建設局指，為了提升城市形象，增強城市綜合競爭力，拉薩市由2007年起，開展創建國家生態園林城市活動，爭取2012年建成國家生態園林城市，城市建城區綠地面積達到37927.8畝，綠化覆蓋率達45%以上，綠地率達38%以上。
在2008年北京奧運，為迎接外地遊客，中國大規模進行綠化，種植花草，美化環境。首都綠化委員會的工作部署，2007年，北京市推出160項奧運綠化工程建設，全面完成奧運中心區、奧林匹克森林公園、民族大道的綠化任務，加快奧運場館及周邊200米可視範圍內和場館聯絡線的綠化建設。
2010年中国大陆地区城市绿化率排名依次是：深圳、湛江、十堰、广州、南京。

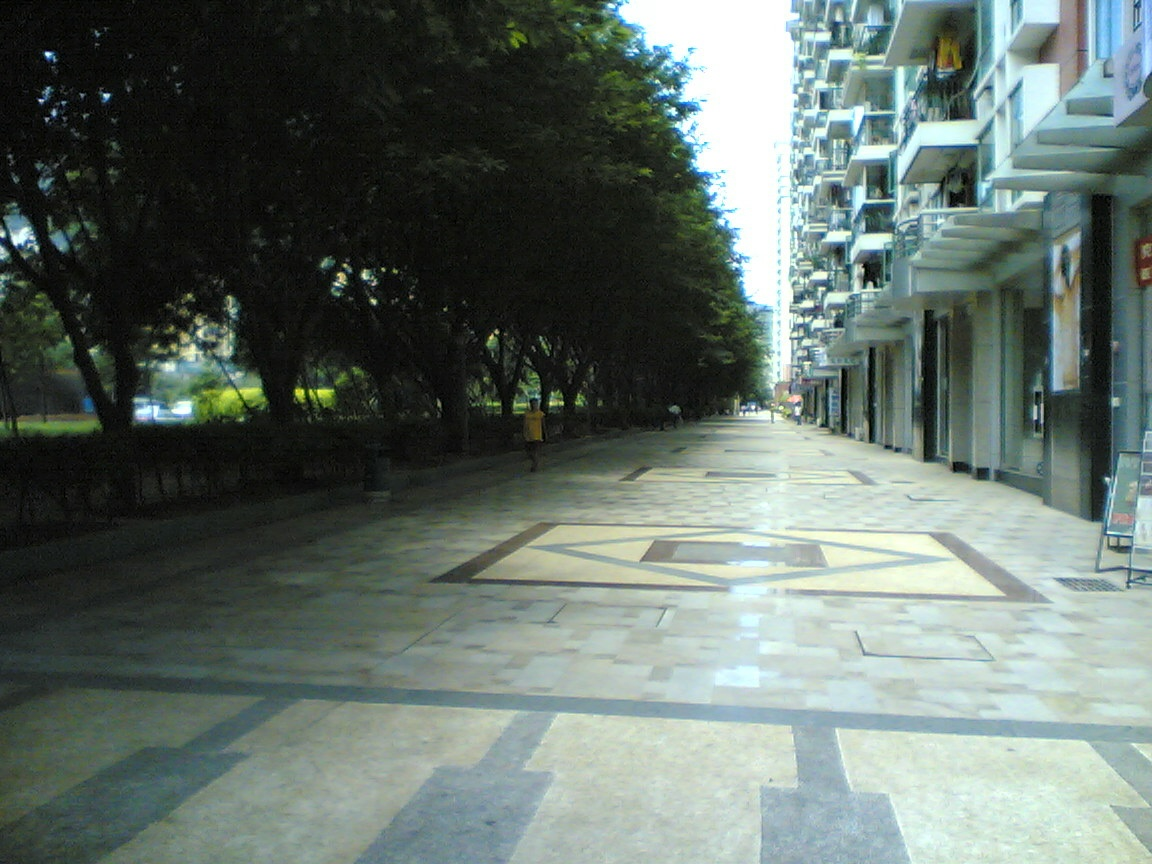
深圳小街
- 在环境较差的海上小岛，也有工人在做植树造林的“园丁”

### 香港
早在1870年代初，政府已成立花園部（即現在的漁農自然護理署前身），在香港島進行大規模植林。其後於1880年易名為植物及林務部。往後10年，每年種植的樹木（主要為山松）數以十萬計。於1903年，香港島上有佔地20公頃的松樹林，可供砍伐。當年出售木材收益達18,000元多。
香港第一次植樹節在1957年4月。1970年代起成為一年一度的植樹計劃。1980年代改為大眾植樹計劃，並劃定區域，分配給有興趣之團體及企業。
負責部門
發展局、漁農自然護理署、建築署、土木工程拓展署、渠務署、路政署、民政事務總署、地政總署、康樂及文化事務署、規劃署、運輸署、水務署、屋宇署及房屋署
其他部門
市區重建局、民政署、環保署
土木工程拓展署的綠化總綱圖實行市區綠化，透過論壇及區議會獲取市民意見。尖沙咀和中環綠化總綱圖所建議的短期綠化工程，已在2007年完成。
旺角、油麻地、上環、灣仔及銅鑼灣綠化總綱圖所建議的短期綠化工程，已於2008年8月展開，預計將於2009年年底完成。在2008年3月14日發展局局長林鄭月娥在沙田水泉澳主持把綠化總綱圖擴展至新界地區，集中在市中心、旅遊景點及主要交通道路。
市區重建局近年亦把握重建的機遇，在市區進行綠化。市建局主席張震遠在2009年5月11日表示，未來的市區更新項目，實施全面的環境可持續發展政策，為市民締造優質的生活環境，引入綠化環境，包括公共休憩空間、空中花園、垂直綠化帶及美化旁邊街道等，以及其他環保元素。市區重建局籌劃的荃灣萬景峰特別在停車場大樓外，設置一道近萬平方呎的大型垂直綠化外牆，種植近四萬棵植物。
康樂及文化事務署在公園加強綠化外，在綠化總綱圖種植的植物都交由康文署管理。此外，康文署舉行「綠化香港運動」，包括教育推廣、社區參與、園藝及動物園教育三個範疇，工個範疇內共有15個大項及3個小項。而教育推廣中的綠化校園資助計劃由學校擬訂綠化校園計劃，並由康文署資助學校進行綠化工程和活動；派出園藝導師探訪學校、提供意見及視察計劃進度；最後評選及頒發綠化校園工程獎予優異學校，藉此推廣綠化意識及培養他們對種植的興趣。
香港房屋委員會(房委會)在推行公共房屋計劃時積極實踐「可持續發展」概念。在規劃、設計及建築公屋樓宇的時候，考慮環保措施、樓宇的功能和成本效益，以及綠化等因素，希望建設更安全、實用和舒適的房屋，提升公屋居民的住屋質素。計劃不但可締造更優美綠化的環境，還可以加強居民和社區人士對社區的歸屬感，亦讓承建商有更多機會實踐其企業社會責任。
路政署在進行基建工程的同時，亦致力推動綠化工作。為保護及美化環境。2006年，路政署於后海灣幹線工程中加添種植工作，其中包括種植五萬棵樹木及五十萬棵灌木。署方舉辦社區植樹日，目的希望市民透過直接參與綠化環境，加強保護環境的意識。
建築署由2001年至2008年，已完成約70項綠化新建政府建築物屋頂的工作，亦有40多個項目正在計劃或施工。
香港國際機場在規劃及建設期間，致力保護附近的野生動物及自然生態環境，並盡量採取措施將環境影響減至最少，包括在機場以外地區植樹及支援北大嶼山重新種植紅樹林等此外，還與匡智會持續合作，舉辦「全港中小學天台綠化比賽」。

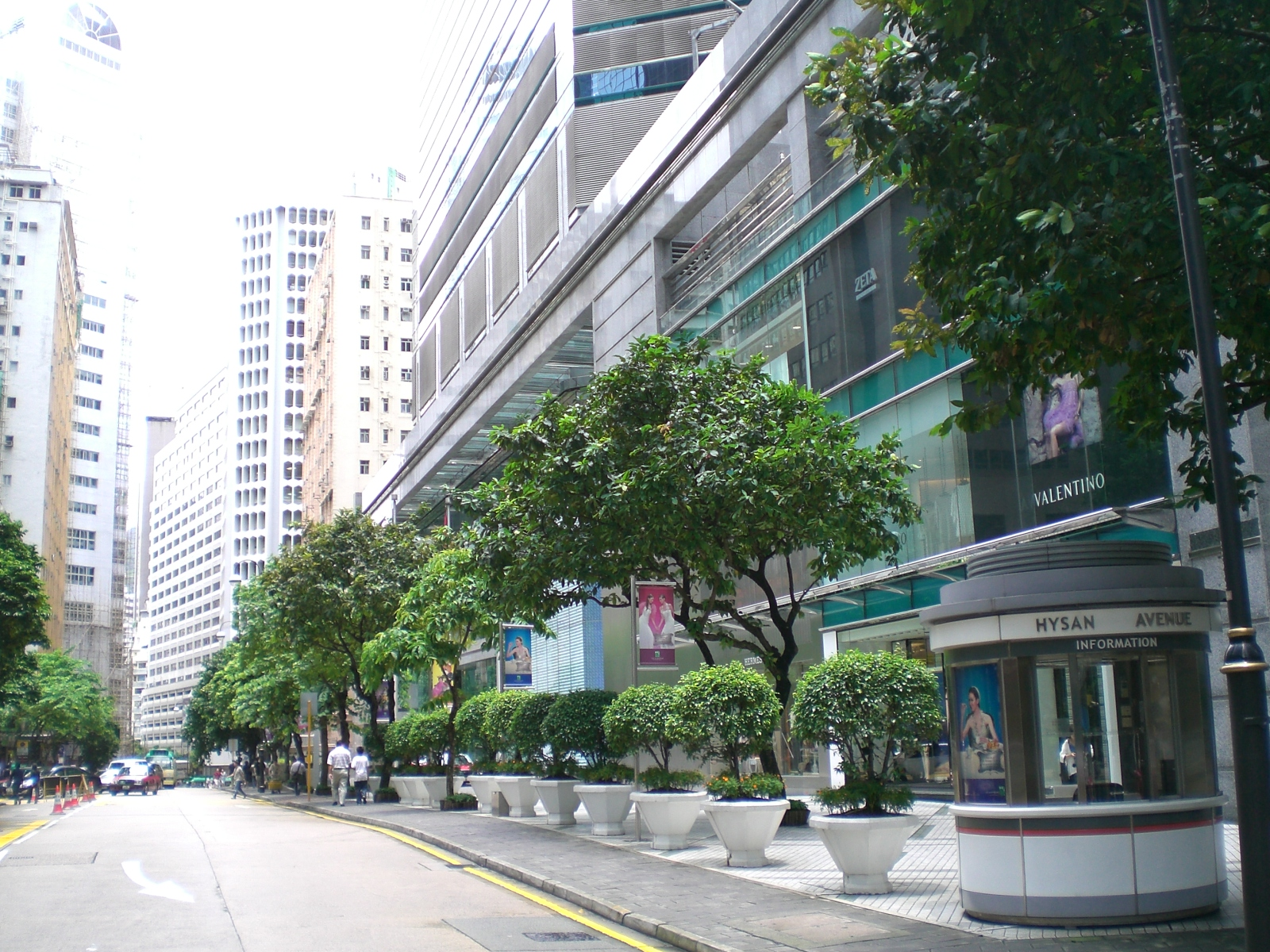
香港銅鑼灣一個商場外的綠化帶
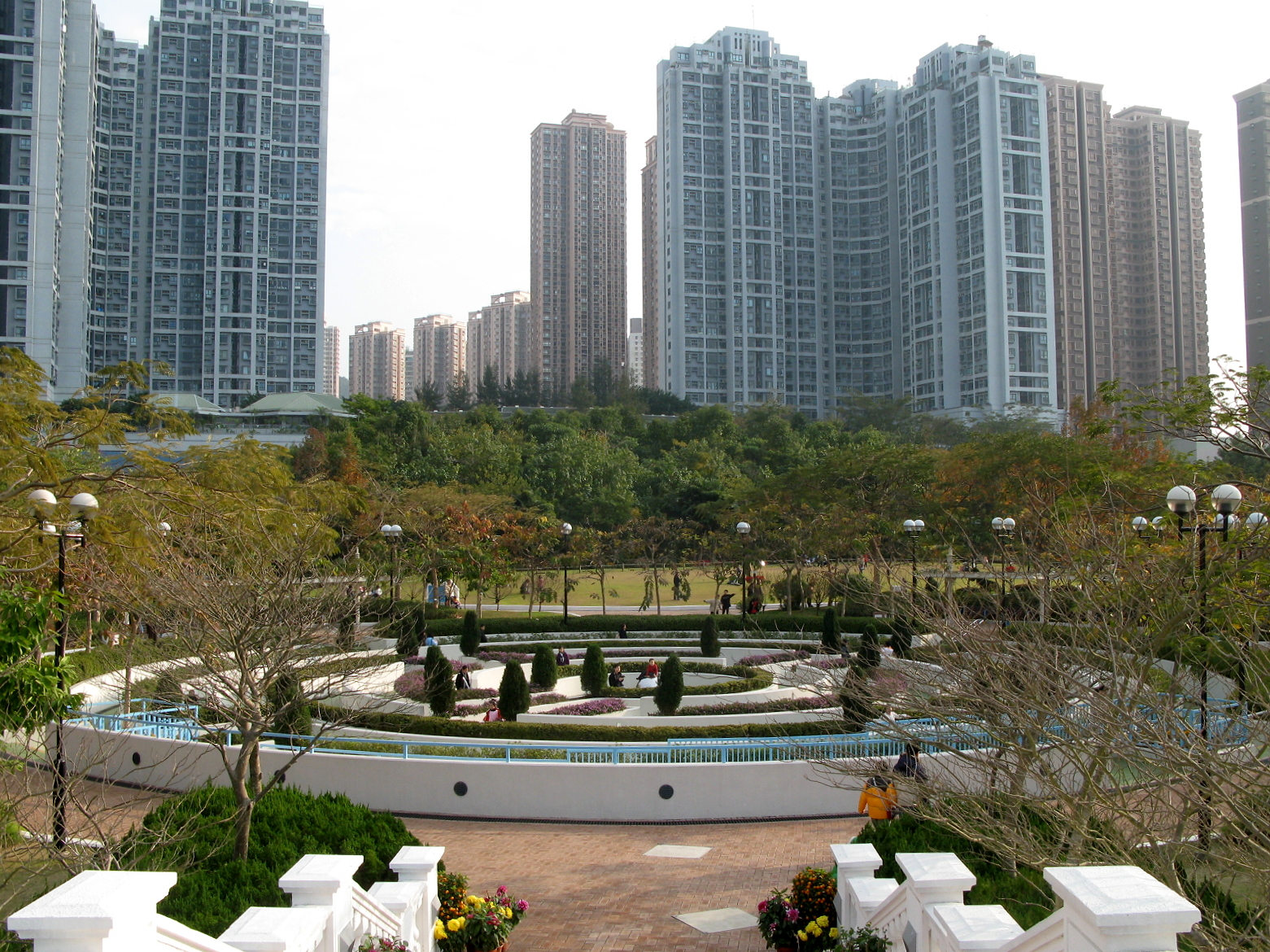
香港馬鞍山公園
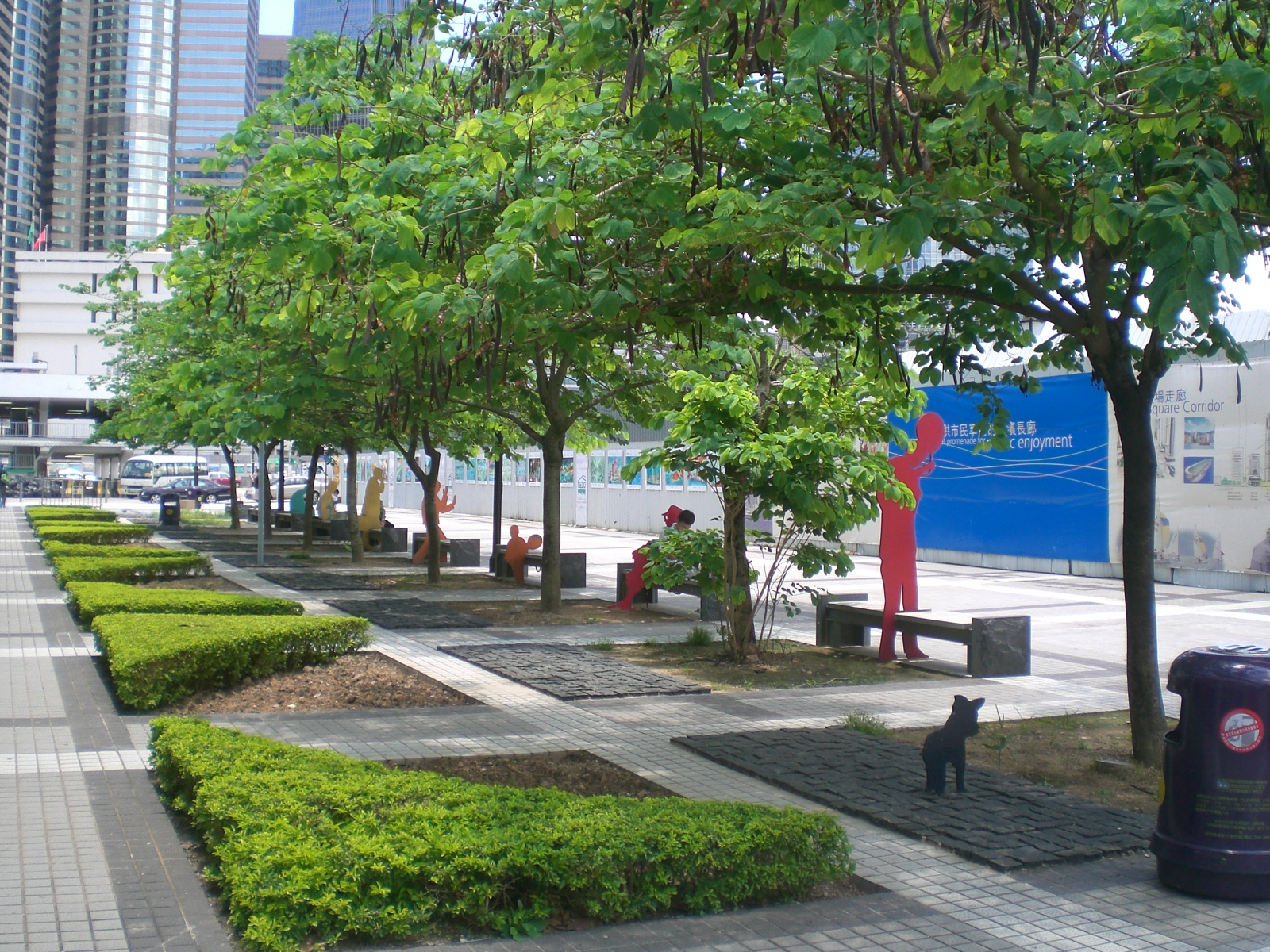
香港中環愛丁堡廣場香港大會堂旁的綠化帶
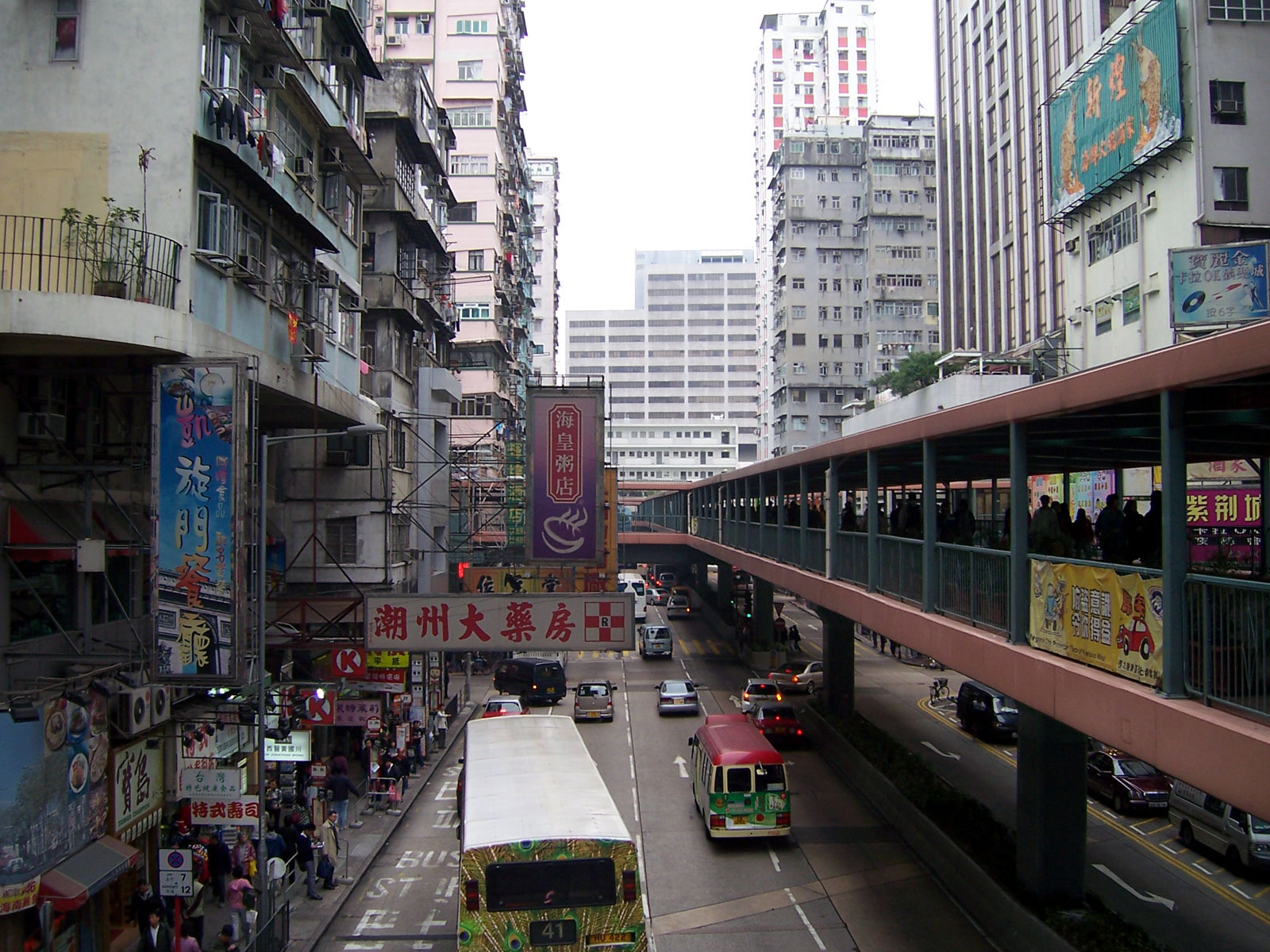
旺角密集的廣告牌及過窄的路段

### 澳門
由民政總署主辦「綠化周」暨綠化周大步行及植樹活動，由市民及解放軍進行植樹運動。2007年，在鄰近澳門東亞運動會體育館的綠化帶舉行，種植一百二十八棵幌傘楓。
為鼓勵市民身體力行多接觸大自然，增強愛護綠化的意識。由民政總署主辦，澳門工會聯合總會、澳門街坊會聯合總會協辦的周「第廿八屆澳門綠化」於三月十四日開幕。由三月十六至二十日將安排校園系列活動，包括：探索濕地、護理林木、綠化講座、參觀苗圃及清除入侵植物等。

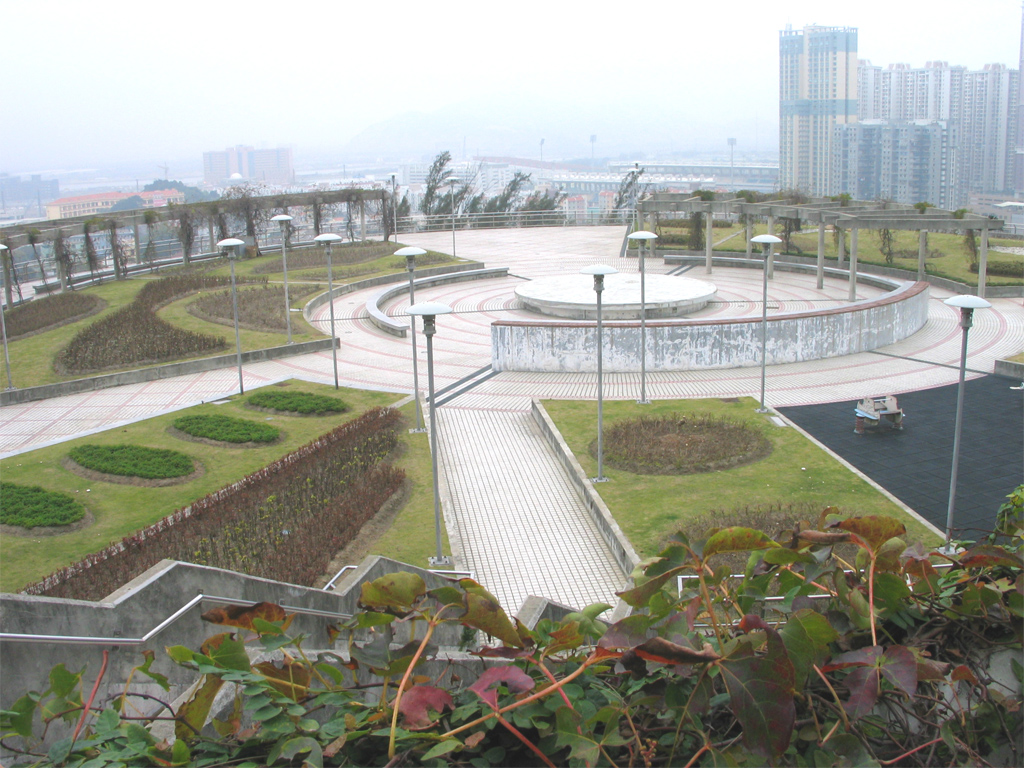
澳門氹仔大潭山郊野公園旁的自來水處理廠

### 台灣
台北市人均綠地面積不到5平方公尺，目前台北市政府正積極設立公園，如大佳河濱公園台北於2010年舉辦國際花卉博覽會，而2009年的台北國際花卉展則作為先行試驗。台北市政府產業發展局及行政院農業委員會推行台北城市花園計畫，轉化人們對台北市是擁擠的、生冷的、剛硬的感覺。展現的臺北市會是繽紛的、藝術的、有氣質的城市新風貌，期望借由城市花園計畫的推動達到以下目標：
1. 營造綠與美景觀，永續經營臺北市
2. 公、私部門合作互利，打造綠美化優質城市
3. 養成市民好習慣，共同管理城市景觀
4. 提升城市生活品質及競爭力，開創城市發展高峰
5. 展現城市好風貌，迎接2010年臺北國際花卉博覽會

此外，由台北縣市居民所組成的「綠美化服務團隊」台北綠化志工隊協助政府單位或其他團體推展各項綠美化活動，促進各項綠美化工作之進行。

### 日本
大廈多數自行進行天台綠化。日本東京都2001年七月積極實施屋頂綠化，進行屋頂綠化減半房屋稅及遺產稅五年的鼓勵措施，而街道綠化則小量。綠化主要是在鄉郊地區，可能是由於房屋矮小，容易種植有關。

### 新加坡
成立由總理密切監察的「花園城市行動委員會」（英語：Garden City Action Committee）來主導這項工作。委員會負責制定政策、決定花園城市運動的步伐方針，並與私營機構保持緊密聯繫。經過四十年的努力終於贏得「花園城市」的美譽。

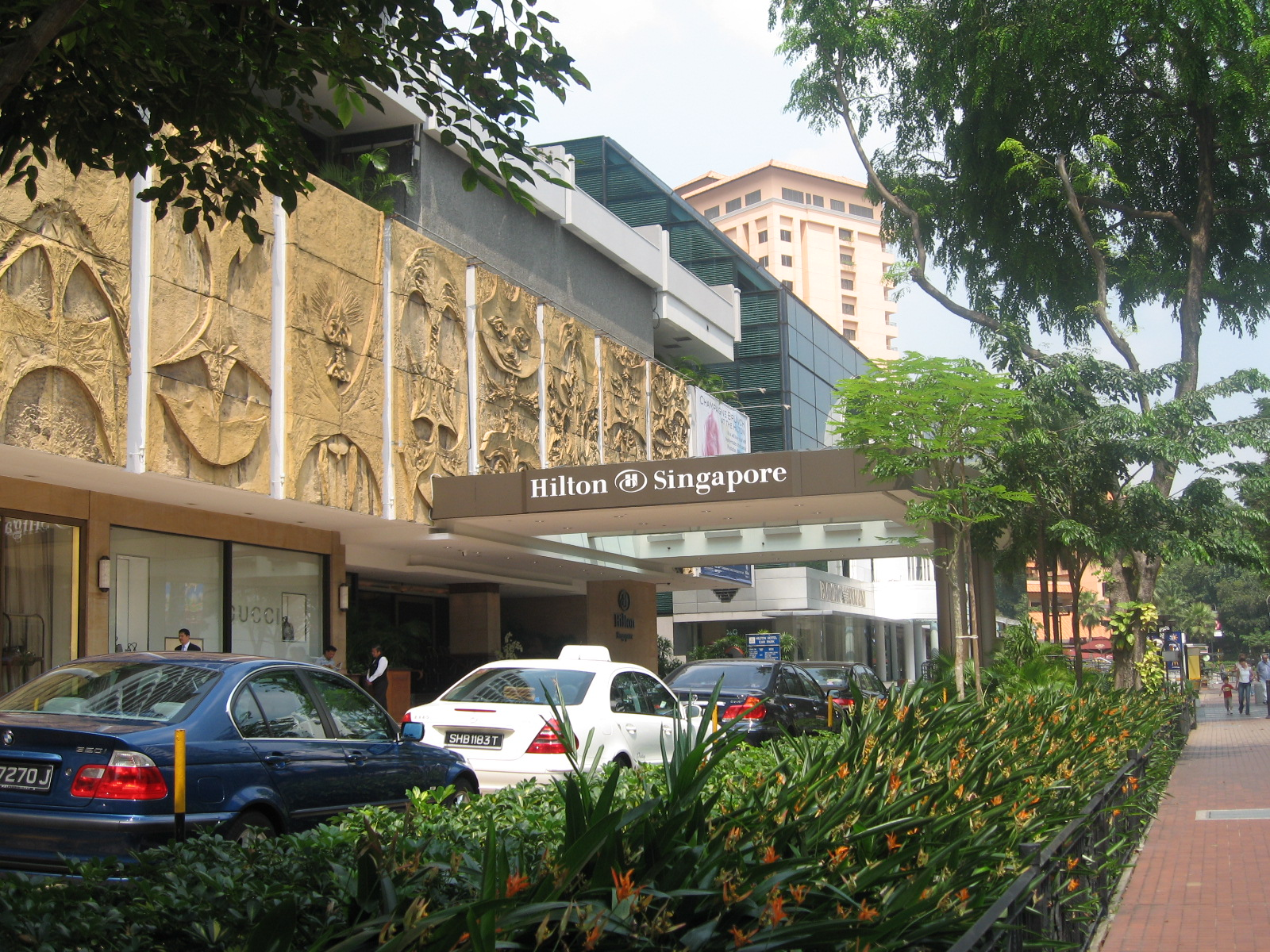
新加坡希爾頓酒店外

### 加拿大
多倫多可說是全世界最綠化的城市，室內園林面積達1萬英畝，處處充滿綠意空間。多倫多市政府計劃鼓勵市民在屋頂花園種植經濟作物，藉此增加就業機會，減低溫度。一年一度的世界城市環境管理大賽（Nations in Bloom）1990年城市綠化管理做得最好、由加拿大多倫多贏得人口100萬或以上組別「城市綠化奧斯卡」獎（Green Oscar）。
列治文市贏得30至50萬人口組別冠軍，而戈德里奇市則成為1萬以下人口組別亞軍。

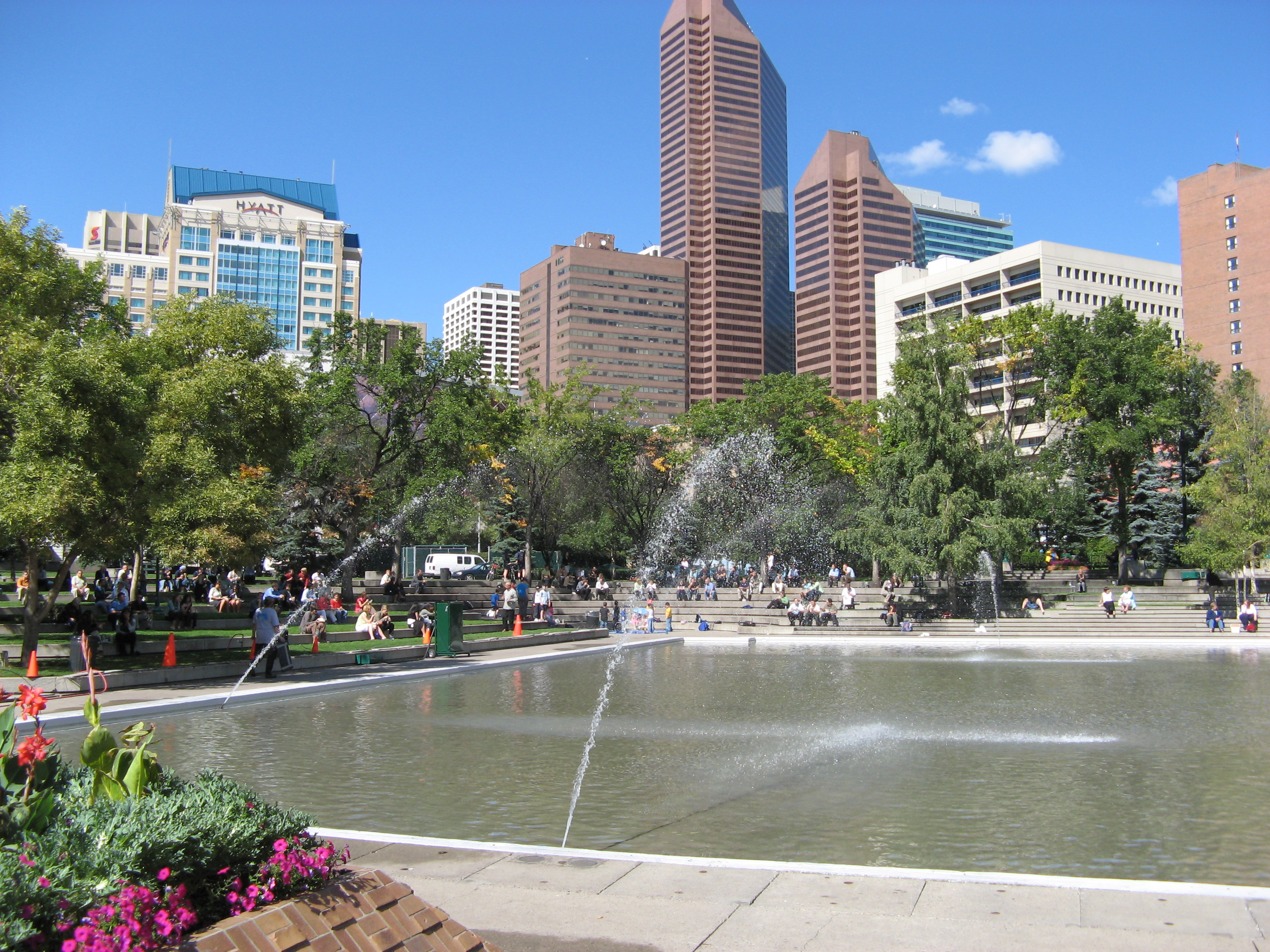
加拿大奧林匹克廣場
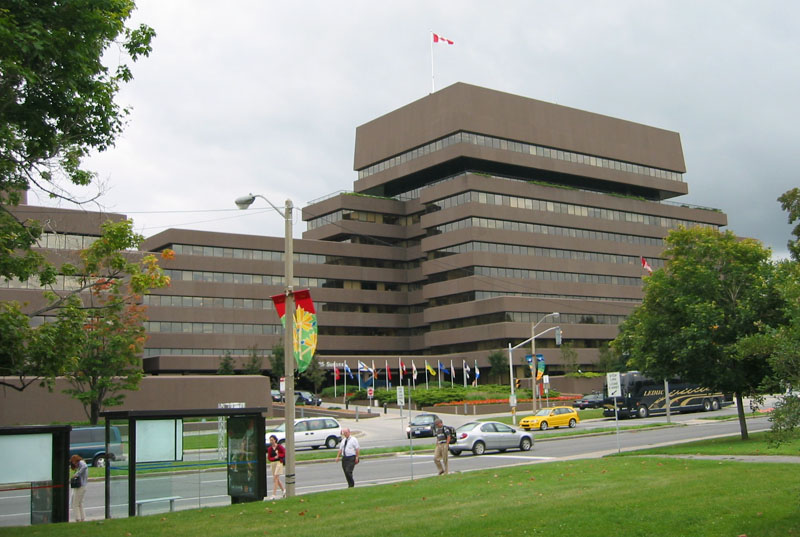
加拿大外交大樓
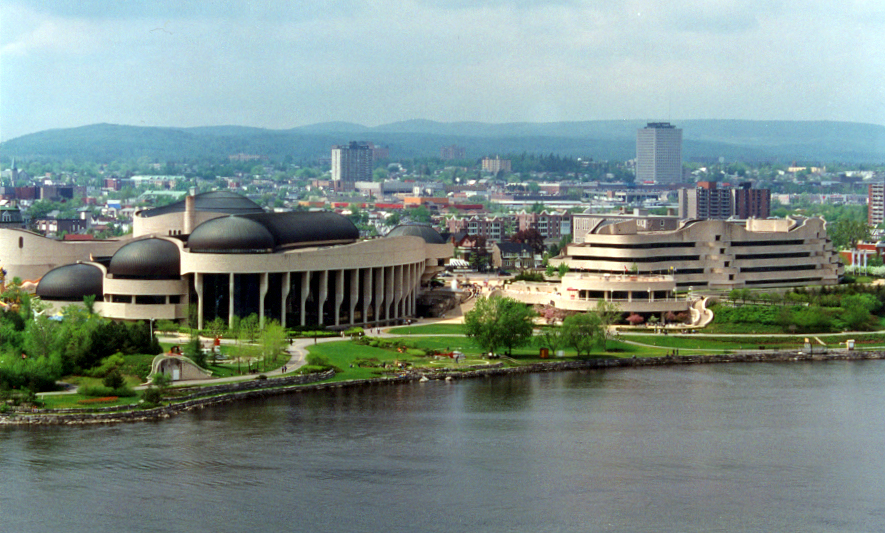
加拿大魁北克加蒂诺加拿大历史博物馆

## 歐洲
歐美國家不使用人工草坪，而是讓自然回歸城市，避免人工草坪耗水量大的問題。這樣不僅降低綠化城市的成本，也給城市帶來了特色植被景觀。

### 德國
德國人把社區周邊的荒地租給市民建花園。住在高樓裡的人沒有建家庭花園的條件，但擁有自己的小花園卻是許多人嚮往的。城市管理者將社區及城市邊沿地帶的各種荒地劃成了花園區，分成多個方塊，由木柵欄隔開，每塊地租給一個家庭建設自己個人的小花園。荒地花園地的年租金在幾百到上千馬克不等。成為一座座美妙的園林，也成為德國城市生態景觀的組成部分。

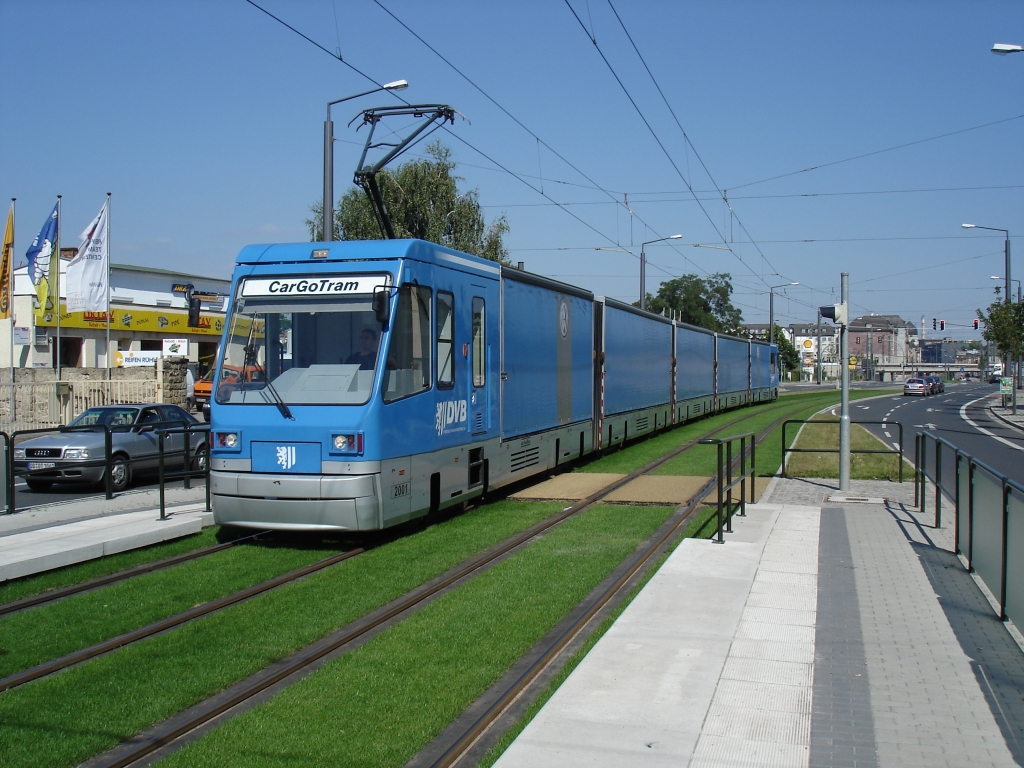
德國德累斯頓運作的CarGoTram

### 英國
在18至19世紀將大量外地植物，如非洲、亞洲、拉丁美洲品種並隨意種植，使得英國外來植物泛濫，本土的卻植物消失，使健康和自然界的生態平衡帶來負效應。90年代以后，英國盡量順應自然，讓樹林中長出野花野草，讓街區生長著英國本地樹種，讓市民欣賞英國獨特的本地植物。

## 挑戰
- 行人胡亂把垃圾放在花叢，令植物死亡[22]
- 欠缺人員打理
- 建築物阻擋陽光，令植物難以生長
- 路段過窄
- 需顧及行人和車輛視線
- 預留地方上落客貨
- 懸掛式廣告牌，阻擋生長空間
- 唐樓或現代化大樓阻擋陽光妨礙植物生長
- 交錯的地底的管道
- 泥土質素差，缺少養份
- 商戶反對在其商店前植樹
- 泥土被風吹到人行道上，可以使路過的人鞋子被弄髒

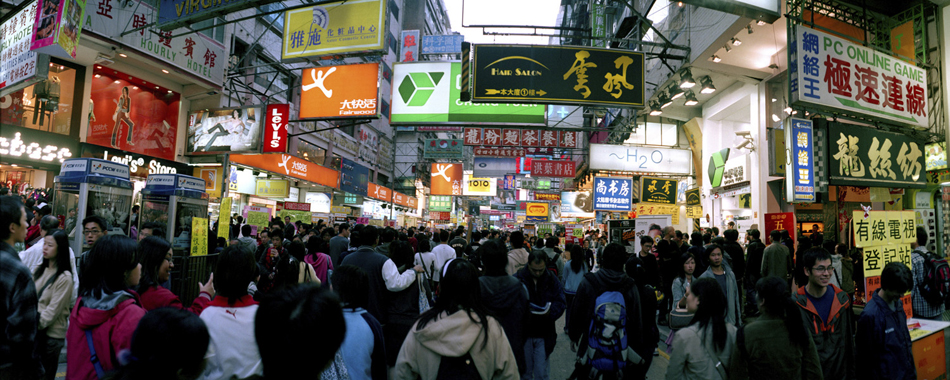
香港旺角商業、購物市中心地段的密集廣告牌

- 長歪的樹木枝葉阻擋人行道
- 樹葉和花瓣、果實等掉到地上，弄致路面變髒

## 外部連結

### 香港
- （中文）（繁體中文）（英文）綠化工作
- （中文）（繁體中文）（英文）綠化總綱圖
- （中文）（繁體中文）（英文）發展局
- （中文）（繁體中文）（英文）漁農自然護理署 （页面存档备份，存于）
- （中文）（繁體中文）（英文）建築署
- （中文）（繁體中文）（英文）屋宇署 （页面存档备份，存于）
- （中文）（繁體中文）（英文）土木工程拓展署 （页面存档备份，存于）
- （中文）（繁體中文）（英文）路政署
- （中文）（繁體中文）（英文）民政事務總署 （页面存档备份，存于）
- （中文）（繁體中文）（英文）香港房屋委員會及房屋署 （页面存档备份，存于）
- （中文）（繁體中文）（英文）地政總署署 （页面存档备份，存于）
- （中文）（繁體中文）（英文）康樂及文化事務署 （页面存档备份，存于）
- （中文）（繁體中文）（英文）規劃署 （页面存档备份，存于）
- （中文）（繁體中文）（英文）水務署 （页面存档备份，存于）
- （中文）（繁體中文）（英文）旅遊事務署 （页面存档备份，存于）
- （中文）（繁體中文）（英文）運輸署 （页面存档备份，存于）
- （中文）（繁體中文）（英文）環境保護署 （页面存档备份，存于）
- （中文）（繁體中文）（英文）HKGoGreen （页面存档备份，存于）

### 澳門
- （中文）（繁體中文）（英文）民政總署
- （中文）（繁體中文）（英文）澳門自然網[永久]

### 台灣
- （中文）（繁體中文）（英文）2010台北國際花卉博覽會
- （繁體中文）（英文）台北縣政府農業局組織 （页面存档备份，存于）
- （繁體中文）（英文）台北市政府產業發展局